# Songs for Beginners
Songs for Beginners är ett musikalbum av Graham Nash som lanserades i maj 1971 på Atlantic Records. Skivan släpptes i kölvattnet på Crosby, Stills & Nashs framgångsrika skiva Déjà Vu då alla tre medlemmar släppte egna soloalbum. Mest kända låten från den här skivan blev den politiskt laddade "Chicago" som även släpptes som singel. Flera andra låtar på skivan går i samma stil, men den innehåller även mer personliga reflektioner. Både David Crosby och Neil Young gästade det här albumet. Jerry Garcia medverkar också.

## Låtlista
(alla låtar utom "Be Yourself komponerades av Graham Nash)
1. "Military Madness" – 2:50
2. "Better Days" – 3:47
3. "Wounded Bird" – 2:09
4. "I Used to Be a King" – 4:45
5. "Be Yourself" (Nash, Terry Reid) – 3:03
6. "Simple Man" – 2:05
7. "Man in the Mirror" – 2:47
8. "There's Only One" – 3:55
9. "Sleep Song" – 2:57
10. "Chicago" - 2:55
11. "We Can Change the World" - 1:00

## Listplaceringar
| Lista (1971)   | Position             |
| -------------- | -------------------- |
| Australien     | 11 (Go Set)          |
| Kanada         | 11 (RPM)             |
| Nederländerna  | 4                    |
| Norge          | 13 (VG-lista)        |
| Storbritannien | 13 (UK Albums Chart) |
| Sverige        | 10 (Kvällstoppen)    |
| USA            | 15 (Billboard 200)   |